# Bataille de Verdeloma (1812)
Ne doit pas être confondu avec Bataille de Verdeloma (1820).
Guerre d'indépendance de l'Équateur
Batailles
m
Révolution de Quito (1809-1812)
- Paredones
- Verdeloma (1)
- Chimbo
- Mocha
- El Panecillo
- Ibarra (1)

Campagne de Guayaquil (1820-1821)
- Guayaquil
- Camino Real
- Huachi (1)
- Verdeloma (2)
- Tanizahua

Campagne de Quito (1821-1822)
- Yaguachi
- Huachi (2)
- Riobamba
- Pichincha

Rencontre de Guayaquil (26 juillet 1822)
Ibarra (2) (17 juillet 1823)
La bataille de Verdeloma est un affrontement armé qui a eu lieu le 24 juin 1812 près de Biblián, dans l'actuelle province de Cañar. Il oppose les forces de l'État de Quito (es) commandées par Francisco Calderón aux forces royalistes de Cuenca.
La bataille, qui commence bien, se termine finalement par une défaite majeure des quitenses.